# 橋本光明
橋本 光明（はしもと みつあき、1945年12月25日 -）は、日本の教育者。専門は、美術教育。信州大学名誉教授。東山魁夷記念一般財団法人代表理事。元すみだ北斎美術館館長、元長野県信濃美術館（長野県立美術館）・東山魁夷館館長。信州大学の評議員、特任教授、教育学部副学部長、同学部附属長野小学校・中学校・特別支援学校校長等を務める。大学美術教育学会理事長、日本教育大学協会全国美術部門委員長、日本学術振興会科学研究費委員会委員、大学評価・学位授与機構大学評価委員会委員、全国造形教育連盟大学部会委員長、文部省指定教材映画企画制作委員、文部省学習指導要領（図画工作科）作成委員、文部省学習指導要領（美術科）作成委員主査、文部省高等学校指導資料（芸術科）作成委員、文科省特定の課題に関する調査企画・作成・結果分析委員主査、公益財団法人教育美術振興会  NHK Eテレ 全国教育美術展『ぼくの絵わたしの絵』解説者、清泉女学院短期大学非常勤講師、長野県教育委員会学習カウンセラー、長野県文化芸術振興懇話会座長、長野県千曲市章選考委員長、信濃教育会副会長等を歴任し、現在、小諸市立小山敬三美術館運営委員会委員長、公益財団法人教育美術振興会理事、公益財団法人三菱UFJ環境財団評議員、長野県美術教育研究会参与。1996年日本教育工学会論文賞受賞、2003年財団法人日本教育研究連合会教育研究賞表彰、2022年、文化庁長官表彰。

## 略歴
- 1945年－東京都新宿区生
- 1969年－千葉大学教育学部卒業
- 1970年－千葉大学教育学部附属小学校教諭
- 1979年－千葉大学教育学部講師（併任）
- 1984年－筑波大学附属小学校教諭
- 1989年－信州大学助教授
- 1995年－信州大学教授
- 1999年－信州大学教育学部附属長野中学校長（併任）
- 2011年―定年退職

## 著作
- Art Link―造形・美術授業実践事例集（日本文教出版、2011/05）

## 出演
- 第69回『ぼくの絵わたしの絵』（NHK Eテレ、2010年2月21日 日曜16:00-17:00）
- 第71回『ぼくの絵わたしの絵』（NHK Eテレ、2012年2月26日 日曜16:00-16:30）